# Diocèse de Sioux Falls

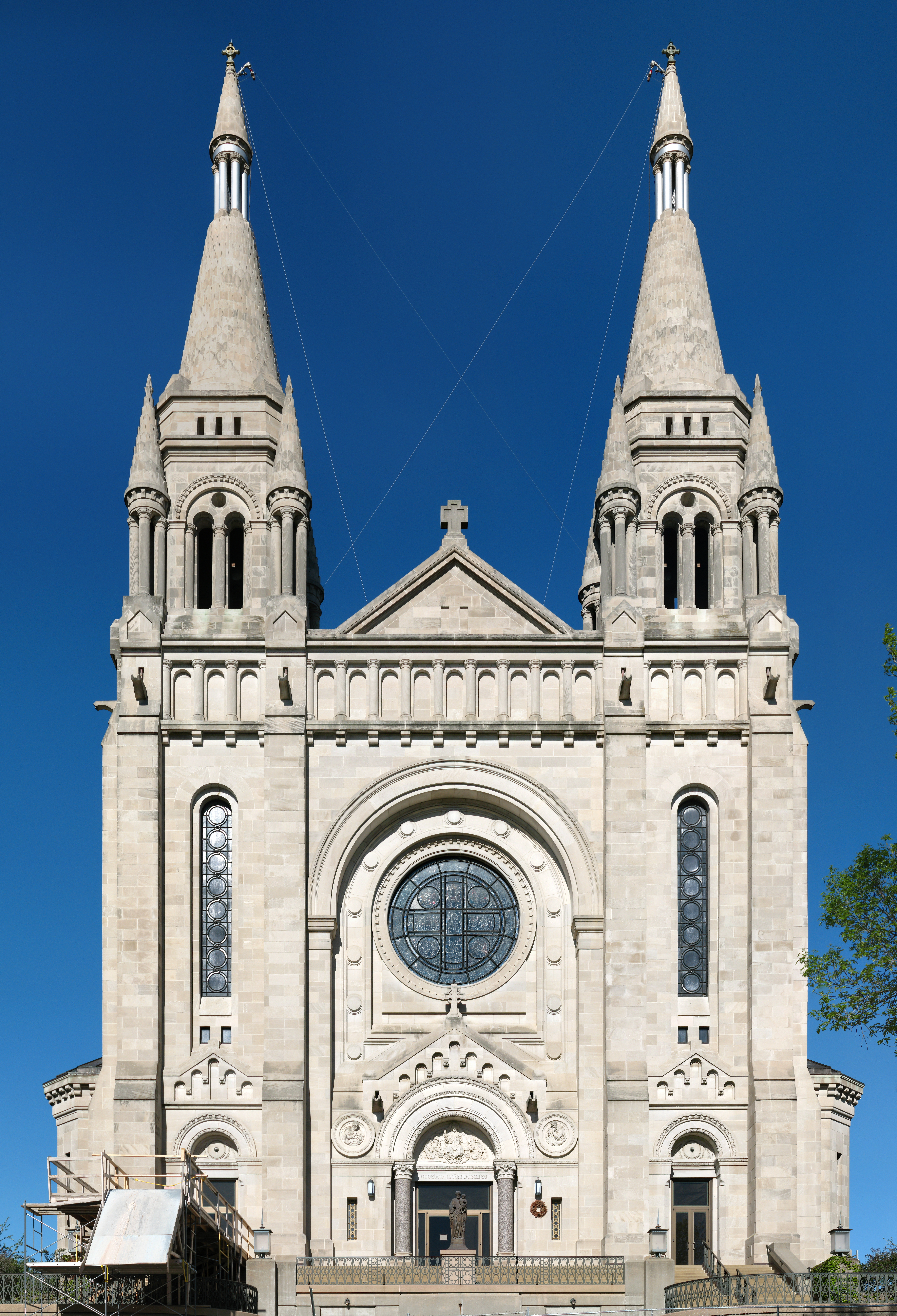
Façade de la cathédrale Saint-Joseph

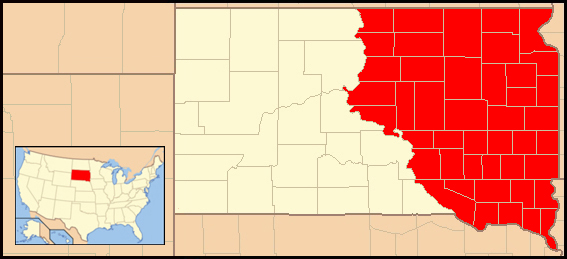
Localisation

Le diocèse de Sioux Falls (Dioecesis Siouxormensis) est un siège de l'Église catholique aux États-Unis dans le Dakota du Sud.  Il comprend la partie du Dakota du Sud qui se trouve à l'orient du Missouri. L'évêque actuel du diocèse est Mgr Donald DeGrood. Sioux Falls est un siège suffragant de l'archidiocèse de Saint-Paul et Minneapolis. Le siège épiscopal du diocèse de Sioux Falls est à Sioux Falls à la cathédrale Saint-Joseph, construite par le Français Emmanuel Masqueray.

## Histoire
Léon XIII établit le vicariat apostolique du Dakota le 12 août 1879 à partir de territoires ôtés au diocèse de Saint-Paul. Il donne des portions de territoire le 10 novembre 1889 pour le nouveau diocèse de Jamestown au Dakota du Nord. Deux jours plus tard, le 12, le diocèse de Sioux Falls est érigé et le vicariat est supprimé. Le diocèse perd une portion de territoire en 1902 à l'avantage du nouveau diocèse de Lead dans la partie occidentale du Dakota du Sud,.

## Statistiques
- En 1990, le diocèse comptait 113.420 baptisés pour 507.000 habitants (22,4%), 171 prêtres (123 diocésains et 48 réguliers), 14 diacres permanents, 66 religieux et 405 religieuses dans 160 paroisses
- En 2000, le diocèse comptait 125.079 baptisés pour 503.000 habitants (24,9%), 154 prêtres (114 diocésains et 40 réguliers), 22 diacres permanents, 50 religieux et 380 religieuses dans 151 paroisses
- En 2010, le diocèse comptait 135.600 baptisés pour 550.000 habitants (24,7%), 144 prêtres (115 diocésains et 29 réguliers), 36 diacres permanents, 37 religieux et 299 religieuses dans 150 paroisses
- En 2014, le diocèse comptait 140.000 baptisés pour 567.000 habitants (24,7%), 138 prêtres (122 diocésains et 16 réguliers), 38 diacres permanents, 16 religieux et 259 religieuses dans 133 paroisses
- En 2017, le diocèse comptait 114.985 baptisés pour 592.076 habitants (19,4%), 119 prêtres (106 diocésains et 13 réguliers), 39 diacre permanents, 14 religieux et 234 religieuses dans 119 paroisses[3].

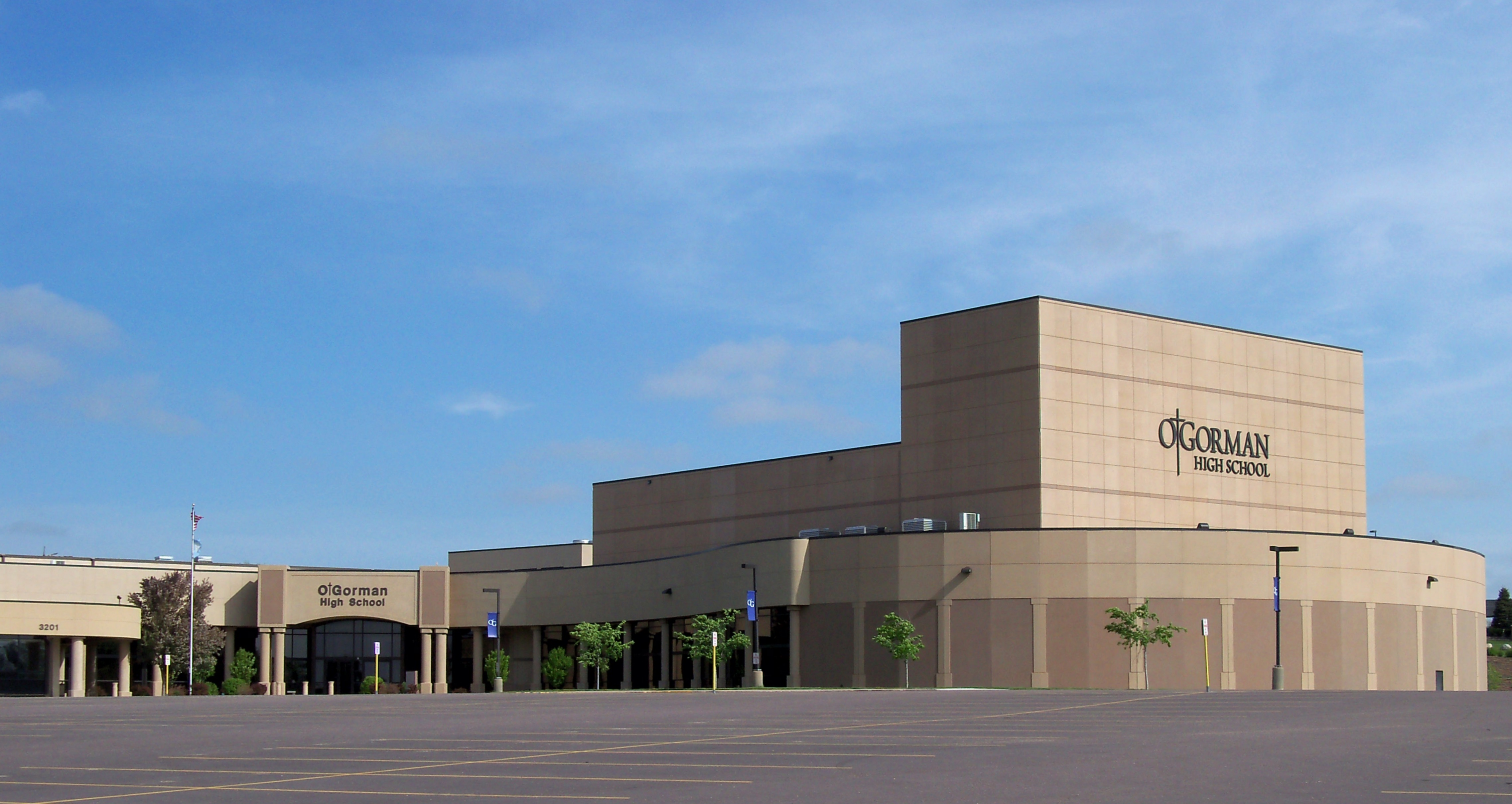
O'Gorman Catholic High School de Sioux Falls.

## Écoles secondaires du diocèse
- O'Gorman Catholic High School, Sioux Falls
- Roncalli High School, Aberdeen
- St. Mary High School, Dell Rapids

### Articles liés
- Liste des juridictions catholiques aux États-Unis
- Église catholique aux États-Unis